# 公国
公国（こうこく）は、「公」すなわち貴族を君主として有する国。「王国」（kingdom）が一般に「国王」を君主として有するのに対し、公国は「公」を君主として有する。英語のduchy（dukeが治める国、領地）とprincipality（princedom, princeが治める国、領地）が「公国」と訳される。

## 概要
現在は「duchy」としての公国は存在しないが、「grand duchy」としての大公国としてはルクセンブルク大公国が存在する（君主は"grand duke"で「大公」と訳す）。「principality」 としての公国には次の3カ国がある。
モナコ公国
フランス語圏のprinceはduke（フランス語ではduc）より上位の爵位である。これを日本外務省は「公」と訳している。民間では「大公」と訳されることもある。また、モナコの「大公」の妃が「王妃」と訳され、法定継承順位第1位の公子が「皇太子」と訳されるなど、その訳し方は必ずしも厳密ではない。
リヒテンシュタイン公国
リヒテンシュタイン公国の元首の称号はドイツ語では「Fürst」（英語ではprince）であるが、「Herzog」（英語ではduke）よりも下位であるため、「リヒテンシュタイン侯国」と訳すこともある。
アンドラ公国
フランス大統領（フォワ伯爵、ナバラ王の後、フランス国王などのフランスの元首に継承される）とスペインのウルヘル司教による共同君主制を採っており、君主は共同公（フランス語: Cosuzeraineté、スペイン語: Copríncipes）と呼ばれる。

### 中世
中世には公国（duchy）が存在し、ブルゴーニュ公国・ノルマンディー公国のように国王に臣従するが独立性の高い諸侯による支配領域も存在した。しかし近世以降、絶対君主制の時代となると、これら諸侯の勢力は抑制され、現存する主権国家の枠組みの中に解消されていった。

## ルーシの諸公国
東欧のスラヴ系諸民族が国家を形成した地域には、中世にはキエフ公国・ノヴゴロド公国・シロンスク公国・マゾフシェ公国など多数の国が存在した。これらはクニャージという称号を持つ君主が治める国である。当該民族の君主が分割相続の慣行を持っていたために、君主の一族によってたびたび国土が分裂した事によって、多数の国家が成立している。一部に、クニャージよりも一段上のヴェリーキー・クニャージの称号を名乗った例もある。
後にモスクワ大公国から発展したロシア帝国がそれら諸公国の多くを統一し、中央集権的な君主制を確立した。それら諸公国の君主の子孫はロシア帝国の貴族となったが、クニャージの称号をそのまま保持し続けた。ゆえにクニャージの意味がロシア貴族の最高位と変化し、西欧における公爵相当の爵位とみなされるようになった。結果、遡ってクニャージの治める国は、公爵が治める国とされ、西欧における公国と同等の存在とみなされた。これがルーシの諸公国である。ヴェリーキー・クニャージについては大公とされ、治める国は大公国となる。
19世紀にオスマン帝国から独立を勝ち得た東欧の諸国も、多くは君主がクニャージを称した。これらはクニャージが治める国が公国と同等という定義が成立して後の事である。ただし、ブルガリア公国、モンテネグロ公国など、20世紀になって君主号を王とし王国に移行した国家もある。

## 自称公国
国際的に国家として承認されていない自称の公国（principality）として、イギリス海軍の海上要塞跡を国土と主張する人口4名のシーランド公国、イタリア・リグーリア州に所在する人口300人の村が独立宣言したセボルガ公国などがある。ただし、シーランド公国がイギリスからの治外法権を認められているのに対し、セボルガ公国ではイタリア政府の行政・司法制度が行われ、セボルガ国民（村民）自身もイタリア政府への納税・議会選挙への参加を行っている。